# Antonín Hajn
Antonín Hajn (24. července 1868 Solnice – 26. března 1949 Praha) byl československý politik a poslanec Národního shromáždění za Československou národní demokracii.

## Biografie
Pocházel z rodiny solnického truhláře. V letech 1887–1891 studoval historii na Filozofické fakultě Univerzity Karlovy. Během studií se spolu s Karlem Sokolem podílel na založení a vydávání Časopisu českého studentstva. Po zákazu této tiskoviny v prosinci 1892 pak nastoupil jako redaktor nově založeného listu Neodvislost. Angažoval se v Omladině a v pokrokovém hnutí, v jehož rámci patřil k levicovému křídlu, které kladlo důraz na sociální témata. Vstoupil do socialistického spolku Politický klub dělnický v Čechách. V září 1893 byl zatčen a 21. února 1894 byl nad ním v procesu s Omladinou vynesen rozdudek 18 měsíců těžkého žaláře.
Po propuštění se spolu s Aloisem Rašínem stal jednou z hlavních postav radikálněpokrokového směru. Zodpovídal za tisk. Roku 1896 se ale s Rašínem názorově rozešel a akcentoval nadále sociální tematiku a protivládní rétoriku. Jako spojence vnímal sociální demokraty. Roku 1897 jím byla založena Česká strana radikálně pokroková a této nové straně předsedal. V této straně se angažoval i jeho mladší bratr Alois Hajn, který vydával list Osvěta lidu, jenž měl neoficiální status stranických novin. Roku 1908 se Česká strana radikálně pokroková a Česká strana státoprávní spojily do nové formace Česká strana státoprávně pokroková, kam přešel i Antonín Hajn, který řídil spolu s K. S. Sokolem stranický list Samostatnost. Kromě toho v letech 1905–1909 byl redaktorem Pokrokové revue a profiloval se i jako nakladatel (založil edici Hajnova knihovna děl domácích a cizích). V letech 1917–1918 se podílel na přípravách vzniku České státoprávní demokracie, z níž se později vyvinula Československá národní demokracie. Stal se jedním ze čtyř místopředsedů nové strany. Vedl pak dlouhodobě tiskový odbor strany, do jejíhož vlivu spadala vlivná periodika jako Národní listy.
Do vrcholové politiky pronikl již za Rakouska-Uherska. Ve volbách do Říšské rady roku 1907 se stal poslancem Říšské rady (celostátní parlament), kam byl zvolen za okrsek Čechy 023. Usedl do poslanecké frakce Sjednocení českých národně sociální, radikálně pokrokových a státoprávních poslanců. Ve vídeňském parlamentu setrval do konce funkčního období sněmovny, tedy do roku 1911.
Názorově patřil k zastáncům českého státu, požadoval odluku státu a církve, sekulární školský systém. Česká strana státoprávně pokroková v květnu 1914 (tedy ještě před vypuknutím války) publikovala Manifest k Evropě, ve kterém se přihlásila k samostatnosti českého státu. Šlo tehdy v české politice o ojedinělý koncept odmítající nutnost zachování Rakouska-Uherska.
V roce 1915 byl jedním z představitelů domácí odbojové organizace Masarykovy Maffie.
V letech 1918–1920 zasedal v československém Revolučním národním shromáždění. V parlamentních volbách v roce 1920 získal za Československou národní demokracii poslanecké křeslo v Národním shromáždění. Mandát v parlamentních volbách v roce 1925 obhájil a do parlamentu se dostal i po parlamentních volbách v roce 1929. Podle údajů k roku 1929 byl profesí nakladatelem v Praze.

## Dílo
- List z nejnovější historie vnitřního našeho politického života, 1894
- Mistr Jan Hus, 1897
- Nebezpečí reakce ve školství, 1899
- Karel Havlíček Borovský; k památce padesátiletí jeho úmrtí, 1906
- Výbor prací 1889–1909 I–III , 1913
- Sláva a úpadek, 1913
- Škola, národ, život (vybrané úvahy), 1913
- Naše poslání: šest kapitolek o minulosti a budoucnosti, 1918